# الحوليات المارونية
السجل الماروني هو سجل تاريخي مجهول باللغة السريانية اكتمل بعد وقت قصير من عام 664. سُمي بهذا الاسم لأن مؤلفه يبدو أنه كان ماروني. لم يبق منه اليوم إلا مخطوطة تالفة واحدة تعود للقرن الثامن أو التاسع محفوظة في المكتبة البريطانية بلندن. 17,216. وبسبب الضرر، ضاعت أجزاء من السجل.
بدأ السجل الأصلي بقصة الخلق واستمر حتى عام 664. حيث يكتب المؤلف أنه لم يكن هناك أي هجوم عربي في منطقة معينة بعد عام 664 وحتى الوقت الحاضر. ويظهر المؤلف الموارنة وهم يفوزون في مناظرة مع السريان الأرثوذكس، ويتعاطف مع البيزنطيين، الذين يروي انتصاراتهم على عبد الرحمن بن خالد في الأناضول بدقة. يبدو أنه كُتب قبل المجمع المسكوني السادس (680-681)، عندما انفصل الموارنة عن الملكيين المؤيدين للبيزنطيين.
بداية السجل التاريخي مفقود؛ النص المتبقي يبدأ بالإسكندر الأكبر. كما فقدنا أيضًا الجزء الذي يغطي الفترة من أواخر القرن الرابع وحتى منتصف القرن السابع، ولكن الجزء الأخير من عام 658 فصاعدًا بقي على قيد الحياة. وهو السجل السرياني الوحيد الذي يغطي الفترة من 660 إلى 664. إنه يذكر بشكل صحيح أيام الأسبوع لتواريخ معينة، مما يشير إلى أن العديد من فقراته كتبت بعد الأحداث بفترة وجيزة.
يقدم السجل بعض المعلومات الفريدة عن الخلافة الأموية المبكرة. وهو أقدم مصدر سجل نداء المعركة الإسلامي "الله أكبر". ويذكر بازدراء أن السريان الأرثوذكس قبلوا وضع الذمة ودفعوا الجزية. وهو أيضًا الشاهد الأدبي الوحيد على قيام معاوية بضرب العملات الذهبية والفضية، والذي يوجد الآن بعض التأكيدات الأثرية عليه.

## ملحوظات
1. 1 2 3 4  Palmer, p. 29.
2. 1 2 3 4 5  Jan van Ginkel, "Maronite Chronicle of 663/4", in Encyclopedia of the Medieval Chronicle, ed. Graeme Dunphy and Cristian Bratu (Brill, 2016). Consulted online on 16 November 2019.
3. ↑  Palmer, p. xxx.
4. 1 2  Hoyland, pp. 135–139.
5. ↑  Palmer, p. xxv.